# Santo André (Montalegre)
Santo André é uma povoação portuguesa sede da Freguesia de Santo André do município de Montalegre, freguesia com 19,82 km² de área e 149 habitantes (censo de 2021), tendo, por isso, uma densidade populacional de 7,5 hab./km².

## História
Até ao liberalismo fazia parte da Honra de Vilar de Perdizes, juntamente com as freguesias de Vilar de Perdizes e Solveira.

## Demografia
A população registada nos censos foi:
| Distribuição da População por Grupos Etários | Distribuição da População por Grupos Etários | Distribuição da População por Grupos Etários | Distribuição da População por Grupos Etários | Distribuição da População por Grupos Etários |
| -------------------------------------------- | -------------------------------------------- | -------------------------------------------- | -------------------------------------------- | -------------------------------------------- |
| Ano                                          | 0-14 Anos                                    | 15-24 Anos                                   | 25-64 Anos                                   | > 65 Anos                                    |
| 2001                                         | 30                                           | 32                                           | 122                                          | 87                                           |
| 2011                                         | 12                                           | 17                                           | 110                                          | 79                                           |
| 2021                                         | 4                                            | 11                                           | 62                                           | 72                                           |